# Paradyte levis
Paradyte levis är en ringmaskart som först beskrevs av Marenzeller 1902.  Paradyte levis ingår i släktet Paradyte och familjen Polynoidae. Inga underarter finns listade i Catalogue of Life.